# Ema (film)
Pour les articles homonymes, voir EMA.
Pour plus de détails, voir Fiche technique et Distribution.
Ema est un film chilien réalisé par Pablo Larraín, sorti en 2019. Le film est en compétition officielle à la Mostra de Venise 2019.

## Synopsis
Valparaíso : Ema, une jeune danseuse de reggaeton, divorce de Gastón, le directeur et chorégraphe de la compagnie dans laquelle elle danse. Le couple se déchire depuis l'échec de l'adoption de Polo, un jeune Colombien qui a brûlé gravement la jeune sœur d'Ema. À la suite de ce drame, ils ont rendu l'enfant aux services sociaux. Ema reproche amèrement à Gastón sa stérilité, qui les a amenés à adopter. Gastón accuse Ema d'être une mauvaise mère.
Ema cherche à changer de vie. Elle se livre à des expérimentations sexuelles, entame une relation avec Anibal, pompier. Elle fréquente aussi Raquel, l'avocate qui s'occupe de son divorce. Elle trouve un nouvel emploi comme professeur d'expression corporelle dans une école. Lorsqu'elle reconnaît Polo parmi ses élèves, elle part avec lui. Elle retrouve ensuite Gastón et lui annonce, ainsi qu'à Polo, qu'elle est enceinte. Elle ramène ensuite Polo à ses nouveaux parents adoptifs, qui ne sont autres qu'Anibal et Raquel.
Elle explique alors qu'elle a versé un pot-de-vin à une psychologue des services sociaux pour connaître l'identité des nouveaux parents de Polo. Elle a choisi à dessein de postuler pour un poste dans l'école de Polo afin de se rapprocher de lui. Elle est maintenant enceinte d'Anibal et pourra ainsi donner une petite sœur à Polo.

## Fiche technique
- Titre français : Ema
- Réalisation : Pablo Larraín
- Scénario : Alejandro Moreno et Guillermo Calderón
- Musique : Nicolas Jaar
- Chorégraphie : José Vidal
- Costumes : Felipe Criado et Muriel Parra
- Décors : Estefania Larrain
- Photographie : Sergio Armstrong
- Son : Roberto Espinoza
- Montage : Sebastian Sepulveda
- Production : Juan de Dios Larrain
- Société de production : Fabula Productions
- Pays d'origine : Chili
- Genre : drame
- Dates de sortie :
  - Italie : 31 août 2019 (Mostra de Venise 2019)
  - Chili : 26 septembre 2019
  - France : 2 septembre 2020

## Distribution
- Mariana Di Girólamo : Ema
- Gael García Bernal : Gastón
- Santiago Cabrera : Aníbal
- Paola Giannini : Raquel
- Giannina Fruttero : Sonia
- Eduardo Paxeco : Carlos
- Mariana Loyola : Sara
- Catalina Saavedra : Marcela
- Antonia Giesen : Renata
- Susana Hidalgo : Paulina
- Cristián Suárez : Polo

## Sortie

### Accueil critique
En France, le site Allociné recense une moyenne des critiques presse de 3,4/5.
Selon Pierre-Simon Gutman de la revue Les Fiches du cinéma, « En mettant au cœur de son dernier film une danseuse prise dans une cruelle tragédie de la maternité, Larraín confronte son cinéma au renouvellement des corps et des générations, tout en retrouvant, après avoir signé coup sur coup deux biopics, son essence. ».
Pour Thierry Chèze du magazine Première, « Le message joyeusement féministe se dilue un peu, au contraire de son interprète, Mariana Di Girolamo, magistrale de bout en bout. Pour son premier rôle en tête d’affiche, sa seule présence justifie la découverte de cet accrocheur Ema. ».

## Distinction

### Sélection
- Mostra de Venise 2019 : sélection en compétition officielle